# Blondon Meyapya Fongain
Blondon Belanof Meyapya Fongain (10 febbraio 2001) è un calciatore camerunese, difensore svincolato.

## Caratteristiche tecniche
È un difensore centrale.

## Carriera

### Club
Cresciuto nel Fauve Azur, il 15 luglio 2021 viene acquistato dai francesi dell'Angers.

### Nazionale
Nel febbraio 2021 ha preso parte con la nazionale Under-20 camerunese alla Coppa d'Africa di categoria, disputando tre incontri tutti da titolare; al termine della competizione è stato inserito nella formazione ideale del torneo. Un mese più tardi è stato convocato in nazionale maggiore, dove ha esordito il 30 marzo giocando dal primo minuto l'incontro di qualificazione per la Coppa d'Africa pareggiato 0-0 contro il Ruanda.

## Statistiche
Statistiche aggiornate al 2 aprile 2021.

### Cronologia presenze e reti in nazionale
| Cronologia completa delle presenze e delle reti in nazionale ― Camerun | Cronologia completa delle presenze e delle reti in nazionale ― Camerun | Cronologia completa delle presenze e delle reti in nazionale ― Camerun | Cronologia completa delle presenze e delle reti in nazionale ― Camerun | Cronologia completa delle presenze e delle reti in nazionale ― Camerun | Cronologia completa delle presenze e delle reti in nazionale ― Camerun | Cronologia completa delle presenze e delle reti in nazionale ― Camerun | Cronologia completa delle presenze e delle reti in nazionale ― Camerun |
| Data                                                                   | Città                                                                  | In casa                                                                | Risultato                                                              | Ospiti                                                                 | Competizione                                                           | Reti                                                                   | Note                                                                   |
| ---------------------------------------------------------------------- | ---------------------------------------------------------------------- | ---------------------------------------------------------------------- | ---------------------------------------------------------------------- | ---------------------------------------------------------------------- | ---------------------------------------------------------------------- | ---------------------------------------------------------------------- | ---------------------------------------------------------------------- |
| 30-3-2021                                                              | Yaoundé                                                                | Camerun                                                                | 0 – 0                                                                  | Ruanda                                                                 | Qual. Coppa d'Africa 2021                                              | -                                                                      | 70’                                                                    |
| Totale                                                                 |                                                                        | Presenze                                                               | 1                                                                      |                                                                        | Reti                                                                   | 0                                                                      |                                                                        |

## Palmarès

### Club

#### Competizioni nazionali
- Championnat National: 1

Red Star: 2023-2024